# ネブラスカ提督

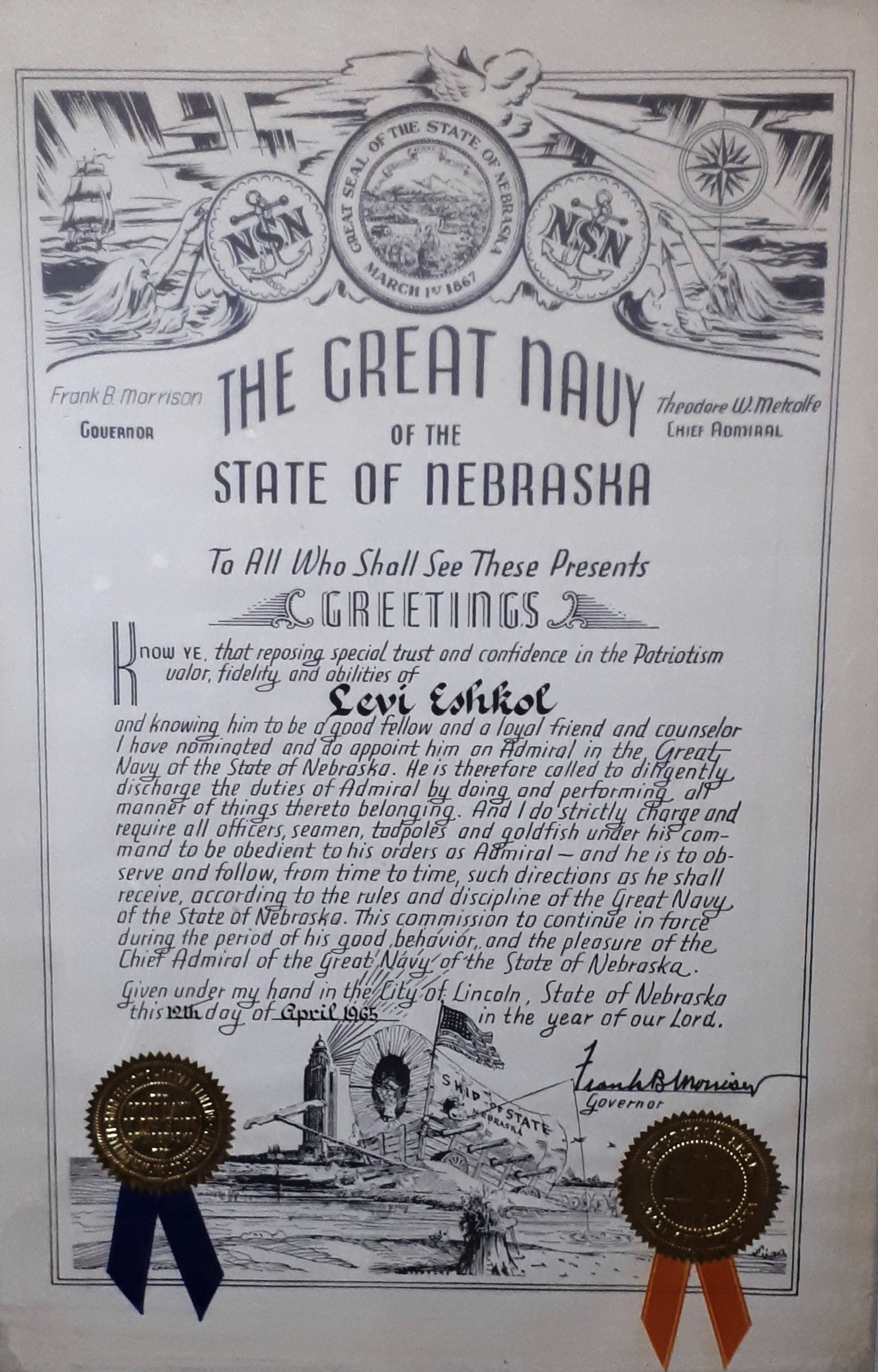

ネブラスカ提督（ネブラスカていとく、Nebraska Admiral）は、ネブラスカ州における最高級の栄誉称号である。正式には偉大なるネブラスカ州海軍提督（いだいなるネブラスカしゅうかいぐんていとく、Admiral in the Great Navy of the State of Nebraska）という称号で、ネブラスカ州知事の承認により授与される。名誉大佐などの称号と同様、実際の軍事階級ではなく、課せられる職務や報酬なども存在しない。提督の称号を得たものは、ネブラスカ提督協会(Nebraska Admirals Association)への参加が許される。同協会はネブラスカ州における「良い人生」（The Good Life、州のスローガン）を達成することを目的とする非営利団体である。
称号と共に送られる賞状には、冗談交じり (Tongue-in-cheek) で次のように記されている。
私（州知事）は崇高なる責任の元、全ての士官、水兵、オタマジャクシ、金魚に対して貴官の指揮下に収まり、また提督たる貴官の命令に忠実であるように求める。また、偉大なるネブラスカ州海軍の規則及び規律に基づき、貴官は随時これを査察し、また随行することとする。(And I [the Governor of Nebraska] do strictly charge and require all officers, seamen, tadpoles and goldfish under your command to be obedient to your orders as Admiral—and you are to observe and follow, from time to time, such directions you shall receive, according to the rules and discipline of the Great Navy of the State of Nebraska.)
大佐 (Colonel) や将軍 (General) といった他の高級将校呼称ではなく、あえて提督(Admiral)という呼称を用いたのは、ネブラスカ州が完全に内陸州であり、歴史的にも海軍戦力を一切保有していなかった事実を踏まえた冗談であるという。

## 歴史
「偉大なるネブラスカ州海軍」 (The Great Navy of the State of Nebraska) が生まれたのは1931年のことだった。当時のネブラスカ州副知事セオドア・W・メトカーフ (Theodore W. Metcalf) は、知事チャールズ・ブライアンの不在により事実上知事職を代行していた。彼は友人達の勧めを受けて、「20人から25人の著名なネブラスカ人」をネブラスカ提督に任命した。これが偉大なるネブラスカ海軍の始まりである。
ネブラスカ海軍による辞令書は所在を問わず常に著名な市民に送付される。ただし、州に対する何らかの貢献を行い、ネブラスカ州における「良い人生」を推進していると州知事に認められたならば、誰であろうと推薦の権利と任命される可能性を得ることができる。偉大なるネブラスカ州海軍の創設以来、およそ10万人がネブラスカ提督に任命されたと推定されている。

## 慈善活動
1986年、ネブラスカ提督協会(Nebraska Admirals Association)が設置された。同協会はいわゆる501(c)(3)団体 で、ネブラスカ州製品の推進運動、教育運動、表彰奨学金の運用、観光の振興、そしてアメリカ海軍におけるネブラスカ州関連事業への協力を行っている。

## 現在の提督職任命のガイドライン
2008年11月、デーブ・ハイネマン知事は提督任命において次の基準を定めた。
- 推薦者または候補者のいずれかはネブラスカ州に在住していなければならない。(The nominator or nominee must be a resident of Nebraska.)
- 自己推薦は不名誉な行いであり、受理されない。(Self-nominations will not be honored.)
- 提督に任命されるであろう者は米国の郵便を受領し、知事庁舎に各種書類を提示する必要がある。Eメールは受け付けていない。全て書面にて手続する必要がある。(Those who are nominating persons for Admiralships will need to send the request by U.S. postal mail or present it to the Governor's Office. E-mail requests will not be accepted. All requests must be in writing.)
- 特に指定がない場合、辞令書の受取日時をそのまま提督の任命日時とする。(If the date for the Admiralship is not specifically requested, the received date will be used on the certificate.)
- 知事は提督職からの要求に対する完全な裁量権を有する。(The Governor retains full discretion for any Admiralship requests.)
- 知事庁舎は提督職に関する処理の為、通知までに2～3週間を要する。(The Governor's Office requests notice of two to three weeks to process Admiralships.)

## 著名な提督
ネブラスカ提督協会の記録に基づく著名な提督の一覧。
- ジーン・オートリー
- ジャック・ベニー
- ジョージ・W・ブッシュ
- ジョニー・カーソン
- ディック・キャベット（英語版）
- ビング・クロスビー
- サンディ・デニス
- エリザベス2世
- コスタ・ディロン（英語版）
- ジュリアス・アービング
- クレイグ・ファーガソン
- ジェラルド・R・フォード
- スティーヴン・フライ
- ジョージ・ギャラップ
- ビル・ゲイツ
- ジョン・ハーシェル・グレン
- チャック・ヘーゲル
- エドモンド・ヒラリー
- ボブ・ホープ
- ヤヒヤ・ジャメ[4]
- チャック・ジョーンズ [5]
- マーティン・ルーサー・キング3世（英語版）
- アン・ランダース（英語版）
- デイヴィッド・レターマン
- ダグラス・マッカーサー
- ビル・マーレイ
- ベン・ネルソン（英語版）
- ジャック・ニクラス
- トム・オズボーン（英語版）
- アーノルド・パーマー
- ロナルド・レーガン
- フランクリン・ルーズベルト
- マーク・スピッツ
- ハリー・S・トルーマン
- ボブ・ユッカー [6]